# Nurgül Yeşilçay
Nurgül Yeşilçay (Afyonkarahisar, Törökország, 1976.március 26. –) török színésznő.

## Élete
Nurgül Yeşilçay a középiskolát İzmirben végezte, 2001-ben diplomázott az Eskişehiri Egyetem színház szakán. Tanulmányai alatt az İkinci Bahar (Második tavasz) c. televíziós sorozatban is szerepelt.
2002-ben a Çağan Irmak rendezte Asmalı Konak televíziós sorozatban játszotta Bahar Karadağ szerepét.
2004. október 26-án férjhez ment Cem Özer színészhez, és 2005. május 25-én megszületett Osman Nejat Özer nevű gyermekük.
2005-ben az adanai Arany Selyemgubó Filmfesztiválon az Eğreti Gelin (Kölcsönzött menyasszony) c. filmben Kostak Emine szerepének alakításáért elnyerte az Arany Selyemgubó-díjat a „legjobb színésznő” kategóriában. Abban az évben szerepelt a Melekler Adası (Angyalok szigete) televíziós sorozatban is.
2008-ban főszerepet kapott az Vicdan (Lelkiismeret) c. filmben (rendezte: Erden Kıral), és az alakításáért elnyerte a 45. Antalyai Filmfesztivál Arany Narancs-díjat a „legjobb színésznő” kategóriában.
2016-ban A szultána című történelmi sorozat 2. évadjában alakítja az egyik főszereplőt Köszem szultánát. Ezt és a Megtört szívek című sorozatot is Magyarországon a TV2 kereskedelmi csatorna mutatta be.

## Filmográfia
| Alkotás                      | Szerep              | Év   | Rendező                                                         | Magyar hang  |
| ---------------------------- | ------------------- | ---- | --------------------------------------------------------------- | ------------ |
| Mahalleden Arkadaşlar        |                     | 2022 |                                                                 |              |
| Kim Bu Aile?                 | Menekşe             | 2022 |                                                                 |              |
| Beautiful Jinn               | Dilaram / Dzsinn    | 2017 |                                                                 |              |
| İkinci Şans                  | Yasemin             | 2016 |                                                                 |              |
| Köstebekgiller: Perili Orman | Köstepem            | 2015 |                                                                 |              |
| Coming Soon                  | Nurse               | 2014 |                                                                 |              |
| Gece                         | Süsen               | 2014 |                                                                 |              |
| Şanzelize Hırsızı            | Nadya               | 2013 |                                                                 |              |
| Aşk Kırmızı                  | Nazlıgül            | 2013 |                                                                 |              |
| Çınar Ağacı                  | Sonay               | 2011 |                                                                 |              |
| 7 Kocalı Hürmüz              | Hürmüz              | 2009 | Ezel Akay                                                       |              |
| Vicdan                       | Aydanur             | 2008 | Erden Kıral                                                     |              |
| Yaşamın Kıyısında            | Ayten Öztürk        | 2007 | Fatih Akın                                                      | Pikali Gerda |
| Adem'in Trenleri             | Hacer               | 2007 | Barış Pirhasan                                                  |              |
| Eğreti Gelin                 | Kostak Emine        | 2005 | Atıf Yılmaz                                                     |              |
| Anlat İstanbul               | Uyuyan Güzel Saliha | 2004 | Ümit Ünal Kudret Sabancı Selim Demirdelen Yücel Yolcu Ömür Atay |              |
| Asmalı Konak - Hayat         | Bahar Karadağ       | 2003 | Çağan Irmak                                                     |              |
| Mumya Firarda                | Fatıma              | 2002 |                                                                 |              |
| Şellale                      | Nergis              | 2001 |                                                                 |              |
| Herşey Çok Güzel Olacak      | Hemşire             | 1998 |                                                                 |              |

| Eredeti cím            | Magyar cím     | Év        | Szerep          | Magyar hang |
| ---------------------- | -------------- | --------- | --------------- | ----------- |
| Veda Mektubu           |                | 2023      | Alanur Yıldız   |             |
| Son Nefesime Kadar     |                | 2022      | Mihri           |             |
| Kefaret                |                | 2020–2021 | Zeynep          |             |
| Gülperi                |                | 2018–2019 | Gülperi Çetin   |             |
| Muhteşem Yüzyıl: Kösem | A szultána     | 2016–2017 | Köszem szultána | Pápai Erika |
| Paramparça             | Megtört szívek | 2014–2016 | Gülseren        | Pápai Erika |
| Cinayet                |                | 2014      | Zehra Kaya      |             |
| Bebek Işi              |                | 2013      | Candan          |             |
| Galip Derviş           |                | 2013      | Şeyda Sönmez    |             |
| İşler Güçler           |                | 2013      | Nurgül Yeşilçay |             |
| Sultan                 |                | 2012      | Sultan          |             |
| Sensiz Olmaz           |                | 2011–2012 | Feryal          |             |
| Aşk ve Ceza            |                | 2010–2011 | Yasemin         |             |
| Ezo Gelin              |                | 2006–2008 | Ezo             |             |
| Belalı Baldız          |                | 2005–2006 | Arzu Parlak     |             |
| Melekler Adası         |                | 2004–2005 | Şerbet, Ayşe    |             |
| Reyting Hamdi          |                | 1995–2007 | Nurgül          |             |
| Asmalı Konak           |                | 2002–2003 | Bahar Karadağ   |             |
| 90–60–90               |                | 2001      | Deniz           |             |
| İkinci Bahar           |                | 1998–2001 | Gülsüm          |             |

## Színház
- Aşk Gibi (2002)
- Sen Olmasaydın, (2006) (együtt Cem Özer-rel)
- Geleceğin Starı, (2018)

## Websorozatok
- Vahşi Şeyler: Şule (2021)

## Fordítás
- Ez a szócikk részben vagy egészben  a   Nurgül Yeşilçay című török Wikipédia-szócikk fordításán alapul.  Az eredeti cikk szerkesztőit annak laptörténete sorolja fel. Ez a jelzés csupán a megfogalmazás eredetét és a szerzői jogokat jelzi, nem szolgál a cikkben szereplő információk forrásmegjelöléseként.